# Lista de campeões do Campeonato Europeu de Ginástica
Abaixo a lista dos ginastas medalhistas do Campeonato Europeu, desde a edição artística realizada em 1955, na cidade de Frankfurt.

## Ginástica artística

### Individual geral
| Evento               | Ouro                | Prata                          | Bronze                         |
| -------------------- | ------------------- | ------------------------------ | ------------------------------ |
| 1955 Frankfurt       | Boris Shakhlin      | Albert Azaryan                 | Helmut Bantz                   |
| 1957 Paris           | Joaquim Blume       | Yuri Titov                     | Max Benker                     |
| 1959 Copenhagen      | Yuri Titov          | Pavel Stolbov                  | Philipp Furst                  |
| 1961 Luxemburgo      | Miroslav Cerar      | Yuri Titov                     | Giovanni Carminucci            |
| 1963 Belgrado        | Miroslav Cerar      | Boris Shakhlin                 | Valeri Kerdemilidi             |
| 1965 Antuérpia       | Franco Menichelli   | Victor Lisitskiy               | Sergey Diomidov                |
| 1967 Tampere         | Mikhail Voronin     | Viktor Lisitskiy               | Franco Menichelli              |
| 1969 Warszawa        | Mikhail Voronin     | Viktor Klimenko                | Nikolai Kubica                 |
| 1971 Madri           | Viktor Klimenko     | Mikhail Voronin                | Nikolai Andrianov              |
| 1973 Grenoble        | Viktor Klimenko     | Nikolai Andrianov              | Klaus Köste                    |
| 1975 Bern            | Nikolai Andrianov   | Eberhard Gienger               | Alexander Dityatin             |
| 1977 Vilnius         | Vladimir Markelov   | Alexander Tkachev              | Vladimir Tichonov              |
| 1979 Essen           | Stojan Deltchev     | Bogdan Makuz Alexander Tkachev | nenhum                         |
| 1981 Roma            | Alexander Tkachev   | Yuri Korolev                   | Bogdan Makuz                   |
| 1983 Varna           | Dimitri Bilozerchev | Yuri Korolev                   | György Guczoghy                |
| 1985 Oslo            | Dimitri Bilozerchev | Valentin Mogilniy              | Vladimir Gogoladze             |
| 1987 Moscou          | Valeri Liukin       | Yuri Korolev                   | György Guczoghy                |
| 1989 Estocolmo       | Igor Korobchinsky   | Valentin Mogilniy              | Holger Behrendt                |
| 1990 Lausanne        | Valentin Mogilniy   | Sergei Kharkov                 | Juri Chechi                    |
| 1992 Budapeste       | Igor Korobchinsky   | Zoltan Supola                  | Vitaly Scherbo                 |
| 1994 Praga           | Ivan Ivankov        | Igor Korobchinsky              | Evigeny Shabayev               |
| 1996 København       | Ivan Ivankov        | Vitaly Scherbo                 | Alexei Voropayev               |
| 1998 São Petersburgo | Alexei Bondarenko   | Dimitri Karbanenko             | Alexei Nemov                   |
| 2000 Bremen          | Oleksandr Beresh    | Ivan Ivankov                   | Marian Dragulescu              |
| 2002 Patras          | Dan Potra           | Jordan Jovtchev                | Alexei Bondarenko              |
| 2004 Ljubljana       | Marian Dragulescu   | Rafael Martínez                | Denis Savenkov                 |
| 2005 Debrecen        | Rafael Martínez     | Razvan Selariu                 | Denis Savenkov                 |
| 2007 Amsterdã        | Maksim Deviatovskiy | Fabian Hambüchen               | Yuri Ryazanov                  |
| 2009 Milão           | Fabian Hambüchen    | Daniel Keatings                | Yuri Ryazanov                  |
| 2011 Berlim          | Philipp Boy         | Flavius Koczi                  | Daniel Purvis Mykola Kuksenkov |
| 2013 Moscou          | David Belyavskiy    | Max Whitlock                   | Oleg Verniaiev                 |
| 2015 Montpellier     | Oleg Verniaiev      | David Belyavskiy               | Daniel Purvis                  |
| 2017 Cluj-Napoca     | Oleg Verniaiev      | Artur Dalaloyan                | James Hall                     |
| 2019 Szczecin        | Nikita Nagornyy     | Artur Dalaloyan                | Marios Georgiou                |
| 2021 Basel           | Nikita Nagornyy     | David Belyavskiy               | Illia Kovtun                   |

### Solo
| Evento               | Ouro                            | Prata                          | Bronze                                  |
| -------------------- | ------------------------------- | ------------------------------ | --------------------------------------- |
| 1955 Frankfurt       | Vladimir Prorok                 | Jan Cronstedt                  | Adalbert Dickhut                        |
| 1957 Paris           | Vladimir Prorok                 | Nick Stuart                    | Herbert Schmidt                         |
| 1959 Copenhagen      | Ernst Fivian                    | William Thoresson              | Yuri Titov                              |
| 1961 Luxemburgo      | Franco Menichelli               | Viktor Leontyev                | Miroslav Cerar                          |
| 1963 Belgrado        | Franco Menichelli               | Valeri Kerdemildi              | Miroslav Cerar                          |
| 1965 Antuérpia       | Franco Menichelli               | Victor Lisitski Miroslav Cerar | nenhum                                  |
| 1967 Tampere         | Lasse Laine                     | Franco Menichelli              | Mikolaj Kubica                          |
| 1969 Warszawa        | Raitscho Hristov                | Viktor Lisitskiy               | Silvester Kubica                        |
| 1971 Madri           | Raitscho Hristov                | Jose Gines                     | Nikolai Andrianov                       |
| 1973 Grenoble        | Nikolai Andrianov               | Viktor Klimenko                | Klaus Köste                             |
| 1975 Bern            | Nikolai Andrianov Andrzej Zaina | nenhum                         | Jirí Tabak                              |
| 1977 Vilnius         | Alexander Tkachev               | Vladimir Markelov              | Alexander Tikonov                       |
| 1979 Essen           | Stojan Deltchev                 | Ralf Bärtel                    | Lutz Mack                               |
| 1981 Roma            | Roland Brückner Yuri Korolev    | nenhum                         | Alexander Tkachev                       |
| 1983 Varna           | Yuri Korolev Plamen Petkov      | nenhum                         | Jens Fischer                            |
| 1985 Oslo            | Dimitri Bilozerchev             | Philippe Vatuone               | Laurent Barbieri                        |
| 1987 Moscou          | Valeri Liukin                   | Yuri Korolev                   | György Guczoghy                         |
| 1989 Estocolmo       | Igor Korobchinsky               | Cristian Brezeanu              | Holger Behrendt                         |
| 1990 Lausanne        | Vitaly Scherbo                  | Sergei Kharkov                 | Adrian Gal                              |
| 1992 Budapeste       | Vitaly Scherbo                  | Igor Korobchinsky              | Juri Chechi Sergei Kharkov              |
| 1994 Praga           | Ivan Ivanov                     | Ivan Ivankov Dimitri Vasilenko | nenhum                                  |
| 1996 København       | Vitaly Scherbo                  | Evgeniy Podgorniy              | Grigoriy Misutin                        |
| 1998 São Petersburgo | Alexei Nemov                    | Ioannis Melissanidis           | Alexei Bondarenko                       |
| 2000 Bremen          | Marian Dragulescu               | Gervasio Deferr                | Alexei Bondarenko Igors Vihrovs         |
| 2002 Patras          | Alexei Nemov                    | Jordan Jovtchev                | Marian Dragulescu                       |
| 2004 Ljubljana       | Marian Dragulescu               | Jordan Jovtchev                | Rafael Martínez                         |
| 2005 Debrecen        | Marian Dragulescu               | Razvan Selariu                 | Robert Gal                              |
| 2006 Volos           | Anton Golotsutskov              | Marian Dragulescu              | Martin Konecný                          |
| 2007 Amsterdã        | Rafael Martínez                 | Thomas Bouhail                 | Matthias Fahrig Eleftherios Kosmidis    |
| 2008 Lausanne        | Anton Golotsutskov              | Razvan Selariu                 | Fabian Hambüchen                        |
| 2009 Milão           | Fabian Hambüchen                | Matthias Fahrig                | Eleftherios Kosmidis Alexander Shatilov |
| 2010 Birmingham      | Matthias Fahrig                 | Eleftherios Kosmidis           | Daniel Purvis Marcel Nguyen             |
| 2011 Berlim          | Flavius Koczi                   | Alexander Shatilov             | Anton Golotsutskov                      |
| 2012 Bruxelas        | Eleftherios Kosmidis            | Dzmitry Barkalau               | Gaël da Silva Alexander Shatilov        |
| 2013 Moscou          | Max Whitlock Alexander Shatilov | nenhum                         | Andrea Cingolani                        |
| 2014 Sofia           | Denis Ablyazin                  | Eleftherios Kosmidis           | Daniel Purvis Alexander Shatilov        |
| 2015 Montpellier     | Kristian Thomas                 | David Belyavskiy               | Pablo Brägger                           |
| 2016 Berna           | Nikita Nagornyy                 | Marian Dragulescu              | Alexander Shatilov                      |
| 2017 Cluj-Napoca     | Marian Dragulescu               | Dmitrii Lankin                 | Alexander Shatilov                      |
| 2018 Glasgow         | Dominick Cunningham             | Artem Dolgopyat                | Artur Dalaloyan                         |
| 2019 Szczecin        | Artur Dalaloyan                 | Artem Dolgopyat                | Dmitrii Lankin                          |
| 2020 Mersin          | Artem Dolgopyat                 | Aurel Benovic                  | Yahor Sharamkou                         |
| 2021 Basel           | Nikita Nagornyy                 | Benjamin Gischard              | Nicola Bartolini                        |

### Cavalo com alças
| Evento               | Ouro                               | Prata                            | Bronze                     |
| -------------------- | ---------------------------------- | -------------------------------- | -------------------------- |
| 1955 Frankfurt       | Boris Shakhlin                     | Jan Cronstedt                    | Hans Sauter                |
| 1957 Paris           | Joaquim Blume                      | Max Benker                       | Ivan Caklec                |
| 1959 Copenhagen      | Yuri Titov                         | Eugen Ekman                      | Philipp Fürst              |
| 1961 Luxemburgo      | Miroslav Cerar                     | Philipp Fürst Viktor Leontyev    | nenhum                     |
| 1963 Belgrado        | Miroslav Cerar                     | Valeriy Kerdemilidi              | Boris Shakhlin             |
| 1965 Antuérpia       | Viktor Lisitskiy                   | Miroslav Cerar                   | Sergei Diomidov            |
| 1967 Tampere         | Mikhail Voronin                    | Miroslav Cerar                   | Gerhard Dietrich           |
| 1969 Warszawa        | Miroslav Cerar Wilhelm Kubica      | nenhum                           | Mikhail Voronin            |
| 1971 Madri           | Nikolai Andrianov                  | Matthias Brehme                  | Mikhail Voronin            |
| 1973 Grenoble        | Zoltan Magyar                      | Wilhelm Kubica                   | Viktor Klimenko            |
| 1975 Bern            | Zoltan Magyar                      | Nikolai Andrianov                | Eberhard Gienger           |
| 1977 Vilnius         | Zoltan Magyar                      | Michael Nikolay                  | Vladimir Markelov          |
| 1979 Essen           | Alexander Dityatin György Guczoghy | nenhum                           | Bogdan Makuz               |
| 1981 Roma            | György Guczoghy                    | Michel Boutard                   | Yuri Korolev Kurt Szillier |
| 1983 Varna           | György Guczoghy                    | Yuri Korolev Alexander Pogorelov | nenhum                     |
| 1985 Oslo            | Dimitri Bilozerchev                | György Guczoghy Silvio Kroll     | nenhum                     |
| 1987 Moscou          | Valeri Liukin                      | Lubomir Geraskov                 | Marian Rizan               |
| 1989 Estocolmo       | Valentin Mogilniy                  | Andreas Wecker                   | Kalofer Christosov         |
| 1990 Lausanne        | Valentin Mogilniy                  | Jens Milbradt                    | Sergei Kharkov             |
| 1992 Budapeste       | Igor Korobchinsky                  | Vitaly Scherbo                   | Ralf Büchner               |
| 1994 Praha           | Marius Urzica                      | Eric Poujade                     | Vitaliy Marinich           |
| 1996 Kobenhavn       | Li Donghua                         | Ivan Ivankov                     | Patrice Casimir            |
| 1998 São Petersburgo | Eric Poujade                       | Alexei Bondarenko                | Nikolai Kryukov            |
| 2000 Bremen          | Marius Urzica                      | Eric Poujade                     | Oleksandr Beresh           |
| 2002 Patras          | Marius Urzica                      | Ioan Suciu                       | Alberto Busnari            |
| 2004 Ljubljana       | Ioan Suciu                         | Marius Urzica                    | Krisztián Berki            |
| 2005 Debrecen        | Krisztián Berki                    | Yann Cucherat                    | Nikolai Kryukov            |
| 2006 Volos           | Flavius Koczi                      | Eugen Spiridonov                 | Oleksandr Suprun           |
| 2007 Amsterdã        | Krisztian Berki                    | Daniel Keatings                  | Flavius Koczi              |
| 2008 Lausanne        | Krisztián Berki                    | Filip Ude                        | Robert Seligman            |
| 2009 Milão           | Krisztián Berki                    | Louis Smith                      | Daniel Keatings            |
| 2010 Birmingham      | Daniel Keatings                    | Louis Smith                      | Saso Bertoncelj            |
| 2011 Berlim          | Krisztián Berki                    | Cyril Tommasone                  | Harutyum Merdinyan         |
| 2012 Bruxelas        | Krisztián Berki                    | Louis Smith                      | Harutyum Merdinyan         |
| 2013 Moscou          | Daniel Keatings                    | Krisztián Berki                  | Max Whitlock               |
| 2014 Sofia           | Max Whitlock                       | Krisztián Berki                  | Saso Bertoncelj            |
| 2015 Montpellier     | Louis Smith                        | Harutyun Merdinyan               | Alberto Busnari            |
| 2016 Berna           | Harutyun Merdinyan                 | David Belyavskiy                 | Christian Baumann          |
| 2017 Cluj-Napoca     | David Belyavskiy                   | Krisztián Berki                  | Harutyun Merdinyan         |
| 2018 Glasgow         | Rhys McClenaghan                   | Robert Seligman Saso Bertoncelj  | nenhum                     |
| 2019 Szczecin        | Max Whitlock                       | Cyril Tommasone                  | Vladislav Polyashov        |
| 2020 Mersin          | Matvei Petrov                      | Filip Ude                        | Ferhat Arıcan              |
| 2021 Basel           | Artur Davtyan                      | Nikita Nagornyy                  | Joe Fraser                 |

### Argolas
| Evento               | Ouro                                              | Prata                                       | Bronze                                  |
| -------------------- | ------------------------------------------------- | ------------------------------------------- | --------------------------------------- |
| 1955 Frankfurt       | Albert Azaryan                                    | Helmut Bantz Vladimir Prorok Boris Shakhlin | nenhum                                  |
| 1957 Paris           | Joaquim Blume                                     | Yuri Titov                                  | Kalevi Suoniemi                         |
| 1959 Kobenhav        | Yuri Titov                                        | Pavel Stolbov                               | Velik Kapsatschov Otto Kestola          |
| 1961 Luxemburgo      | Miroslav Cerar Yuri Titov Velik Kapsatschov       | nenhum                                      | nenhum                                  |
| 1963 Belgrado        | Miroslav Cerar Valeriy Kerdemilidi Boris Shakhlin | nenhum                                      | nenhum                                  |
| 1965 Antuérpia       | Viktor Lisitskiy Franco Menichelli                | nenhum                                      | Miroslav Cerar                          |
| 1967 Tampere         | Viktor Lisitskiy Mikhail Voronin                  | nenhum                                      | Mikolaj Kubica                          |
| 1969 Waszawa         | Mikhail Voronin                                   | Viktor Klimenko Mikolaj Kubica              | nenhum                                  |
| 1971 Madri           | Mikhail Voronin                                   | Nikolai Andrianov                           | Andrzej Szajna                          |
| 1973 Grenoble        | Viktor Klimenko                                   | Nikolai Andrianov Dan Grecu                 | nenhum                                  |
| 1975 Berna           | Dan Grecu                                         | Mihai Bors                                  | Alexander Dityatin                      |
| 1977 Vilnius         | Vladimir Markelov                                 | Alexander Tkachev                           | Alexander Tichonov                      |
| 1979 Essen           | Alexander Dityatin                                | Bogdan Makuz                                | Lutz Mack                               |
| 1981 Roma            | Yuri Korolev                                      | Rocco Amboni                                | Alexander Tkachev                       |
| 1983 Varna           | Dmitriy Bilozerchev Plamen Petkov                 | nenhum                                      | György Guczoghy                         |
| 1985 Oslo            | Dimitri Bilozerchev                               | Valentin Mogilniy                           | Valentin Pintea                         |
| 1987 Moscow          | Valentin Mogilniy                                 | Valeri Liukin                               | Andreas Aguilar                         |
| 1989 Estocolmo       | Holger Behrendt                                   | Vitaliy Maranich                            | Andreas Aguilar                         |
| 1990 Lausanne        | Juri Chechi                                       | Jens Milbradt                               | Szilveszter Csollany                    |
| 1992 Budapeste       | Juri Chechi                                       | Vitaly Scherbo                              | Szilveszter Csollany                    |
| 1994 Praga           | Juri Chechi                                       | Andreas Wecker                              | Szilveszter Csollany                    |
| 1996 Kobenhavn       | Juri Chechi                                       | Jordan Jovtchev Marius Toba                 | nenhum                                  |
| 1998 São Petersburgo | Szilveszter Csollany                              | Valeriy Belenki                             | Dimosthenis Tampakos                    |
| 2000 Bremen          | Dimosthenis Tampakos                              | Szilveszter Csollany                        | Ivan Ivankov                            |
| 2002 Patras          | Jordan Jovtchev                                   | Dimosthenis Tampakos                        | Szilveszter Csollany                    |
| 2004 Ljubljana       | Alexander Safoshkin Dimosthenis Tampakos          | nenhum                                      | Matteo Morandi                          |
| 2005 Debrecen        | Andrea Coppolino Yuri van Gelder                  | nenhum                                      | Alexander Safoshkin                     |
| 2006 Volos           | Alexander Safoshkin                               | Jordan Jovtchev                             | Andrea Coppolino                        |
| 2007 Amsterdã        | Oleksandr Vorobyov                                | Andrea Coppolino Jordan Jovtchev            | nenhum                                  |
| 2008 Lausanne        | Yuri van Gelder                                   | Jordan Jovtchev                             | Danny Rodrigues                         |
| 2009 Milão           | Yuri van Gelder                                   | Oleksandr Vorobyov                          | Jordan Jovtchev                         |
| 2010 Birmingham      | Matteo Morandi                                    | Samir Ait Said                              | Jordan Jovtchev                         |
| 2011 Berlim          | Konstantin Pluzhnikov                             | Aleksander Balandin                         | Eleftherios Petrounias                  |
| 2012 Bruxelas        | Aleksander Balandin                               | Matteo Morandi                              | Denis Ablyazin                          |
| 2013 Moscou          | Samir Ait Said Igor Radivilov                     | nenhum                                      | Danny Pinheiro-Rodrigues Matteo Morandi |
| 2014 Sofia           | Denis Ablyazin Aleksandr Balandin                 | nenhum                                      | Samir Aït Saïd                          |
| 2015 Montpellier     | Eleftherios Petrounias                            | Denis Ablyazin Samir Aït Saïd               | nenhum                                  |
| 2016 Berna           | Eleftherios Petrounias                            | Denis Ablyazin Vahagn Davtyan               | nenhum                                  |
| 2017 Cluj-Napoca     | Eleftherios Petrounias                            | Courtney Tulloch                            | Igor Radivilov                          |
| 2018 Glasgow         | Eleftherios Petrounias                            | Ibrahim Çolak                               | Courtney Tulloch                        |
| 2019 Szczecin        | Denis Ablyazin                                    | Marco Lodadio                               | Vahagn Davtyan                          |
| 2020 Mersin          | Ibrahim Çolak                                     | Vinzenz Höck                                | Igor Radivilov                          |
| 2021 Basel           | Eleftherios Petrounias                            | Nikita Nagornyy                             | Salvatore Maresca                       |

### Salto
| Evento               | Ouro                                  | Prata                           | Bronze                          |
| -------------------- | ------------------------------------- | ------------------------------- | ------------------------------- |
| 1955 Frankfurt       | Adalbert Dickhut                      | Helmut Bantz                    | Joseph Stoffel                  |
| 1957 Paris           | Yuri Titov                            | Rajmund Csanyi                  | William Thoresson               |
| 1959 Copenhagen      | Yuri Titov William Thoresson          | nenhum                          | Ernst Fivian                    |
| 1961 Luxemburgo      | Giovanni Carminucci                   | Franco Menichelli               | Miroslav Cerar Ernst Fivian     |
| 1963 Belgrado        | Premysl Krbec                         | Miroslav Cerar                  | Valeriy Kerdemilidi Martin Srot |
| 1965 Antuérpia       | Viktor Lisitskiy                      | Georgi Adamov Raimo Heinonen    | nenhum                          |
| 1967 Tampere         | Viktor Lisitskiy                      | Georgi Adamov                   | Gerhard Dietrich                |
| 1969 Warszawa        | Viktor Klimenko                       | Mikhail Voronin Mikolaj Kubica  | nenhum                          |
| 1971 Madri           | Nikolai Andrianov                     | Andrzej Szajna                  | Klaus Köste                     |
| 1973 Grenoble        | Nikolai Andrianov                     | Andrzej Szajna                  | Imre Molnar                     |
| 1975 Bern            | Nikolai Andrianov                     | Andrzej Szajna                  | Jirí Tabak                      |
| 1977 Vilnius         | Jirí Tabak Ralf Bärthel               | nenhum                          | Vladimir Markelov               |
| 1979 Essen           | Bogdan Makuz                          | Jozef Konecný                   | Ralf Bärtel Stojan Deltchev     |
| 1981 Roma            | Bogdan Makuz                          | Yuri Korolev                    | Rocco Amboni                    |
| 183 Varna            | Dmitriy Bilozerchev                   | Norbert Brylok                  | Yuri Korolev                    |
| 1985 Oslo            | Silvio Kroll                          | Dmitriy Bilozerchev             | Zsolt Borkai                    |
| 1987 Moscow          | Yuri Korolev                          | Silvio Kroll                    | Valeri Liukin Holger Behrendt   |
| 1989 Estocolmo       | Valentin Mogilniy                     | Gyula Takacs                    | Marius Gherman                  |
| 1990 Lausanne        | Vitaly Scherbo                        | Ralf Büchner                    | Neil Thomas                     |
| 1992 Budapeste       | Vitaly Scherbo                        | Igor Korobchinsky               | Zoltan Supola                   |
| 1994 Praga           | Vitaly Scherbo                        | Cristian Leric                  | Magnus Rosengren                |
| 1996 Kobenhavn       | Vitaly Scherbo                        | Dieter Rehm                     | Cristian Leric                  |
| 1998 São Petersburgo | Ioannis Melissanidis                  | Leszek Blanik                   | Dieter Rehm                     |
| 2000 Bremen          | Ioan Suciu                            | Dimitri Karbonenko              | Oleksandr Svetlichnyi           |
| 2002 Patras          | Marian Dragulescu Dmitriy Kasparovich | nenhum                          | Kanukai Jackson                 |
| 2004 Ljubljana       | Marian Dragulescu                     | Evgeni Sapronenko               | Leszek Blanik                   |
| 2005 Debrecen        | Evgeni Sapronenko                     | Filip Yanev                     | Razvan Selariu Jeffrey Wammes   |
| 2006 Volos           | Marian Dragulescu                     | Alin Jivan                      | Raphaël Wignanitz               |
| 2007 Amsterdã        | Anton Golotsutskov                    | Raphaël Wignanitz               | Jeffrey Wammes                  |
| 2008 Lausanne        | Leszek Blanik                         | Dmitriy Kaspiarovich            | Daniel Popescu                  |
| 2009 Milão           | Thomas Bouhail                        | Flavius Koczi                   | Matthias Fahrig                 |
| 2010 Birmingham      | Tomi Tuuha                            | Matthias Fahrig                 | Flavius Koczi                   |
| 2011 Berlim          | Thomas Bouhail                        | Samir Ait Said                  | Anton Golotsutskov              |
| 2012 Bruxelas        | Flavius Koczi                         | Igor Radivilov                  | Denis Ablyazin                  |
| 2013 Moscou          | Denis Ablyazin                        | Flavius Koczi                   | Artur Davtyan                   |
| 2014 Sofia           | Denis Ablyazin                        | Igor Radivilov                  | Oleg Verniaiev                  |
| 2015 Montpellier     | Nikita Nagornyy                       | Denis Ablyazin Igor Radivilov   | nenhum                          |
| 2016 Berna           | Oleg Verniaiev                        | Artur Davtyan Marian Dragulescu | nenhum                          |
| 2017 Cluj-Napoca     | Artur Dalaloyan                       | Marian Dragulescu               | Oleg Verniaiev                  |
| 2018 Glasgow         | Artur Dalaloyan                       | Oleg Verniaiev                  | Dmitriy Lankin                  |
| 2019 Szczecin        | Denis Ablyazin                        | Andrey Medvedev                 | Artur Dalaloyan                 |
| 2020 Mersin          | Igor Radivilov                        | Yahor Sharamkou                 | Artem Dolgopyat                 |
| 2021 Basel           | Igor Radivilov                        | Andrey Medvedev                 | Giarnni Regini-Moran            |

### Barras paralelas
| Evento               | Ouro                                       | Prata                             | Bronze                              |
| -------------------- | ------------------------------------------ | --------------------------------- | ----------------------------------- |
| 1955 Frankfurt       | Albert Azaryan Helmut Bantz Boris Shakhlin | nenhum                            | nenhum                              |
| 1957 Paris           | Joaquim Blume Jack Günthard                | nenhum                            | Max Benker                          |
| 1959 Copenhagen      | Yuri Titov                                 | Ferdinand Danis                   | Pavel Stolbov                       |
| 1961 Luxemburgo      | Miroslav Cerar                             | Viktor Leontyev                   | Giovanni Carmucci Franco Menichelli |
| 1963 Belgrado        | Giovanni Carmucci                          | Boris Shakhlin                    | Franco Menichelli                   |
| 1965 Antuérpia       | Miroslav Cerar                             | Franco Menichelli                 | Sergei Diomidov Erwin Köppe         |
| 1967 Tampere         | Mikhail Voronin                            | Franco Menichelli                 | Giovanni Carmucci                   |
| 1969 Warszawa        | Mikhail Voronin                            | Viktor Klimenko                   | nenhum                              |
| 1971 Madri           | Giovanni Carmucci                          | Nikolai Andrianov Klaus Köste     | nenhum                              |
| 1973 Grenoble        | Viktor Klimenko                            | Nikolai Andrianov Mauro Nissinen  | nenhum                              |
| 1975 Bern            | Nikolai Andrianov                          | Alexander Dityatin                | Viktor Klimenko                     |
| 1977 Vilnius         | Alexander Tichonov                         | Ralf Bätel Eberhard Gienger       | nenhum                              |
| 1979 Essen           | Bogdan Makuz                               | Alexander Dityatin                | Henri Berio Eberhard Gienger        |
| 1981 Roma            | Bogdan Makuz                               | Alexander Tkachev                 | Lutz Hoffmann                       |
| 1983 Varna           | Yuri Korolev                               | Plamen Petkov                     | György Guczoghy                     |
| 1985 Oslo            | Dimitri Bilozerchev                        | Silvio Kroll                      | Vladimir Gogoladze Ulf Hoffmann     |
| 1987 Moscou          | Valeri Liukin                              | Holger Behrendt                   | Maik Belle                          |
| 1989 Estocolmo       | Kalofer Christosov                         | Andreas Wecker                    | Valentin Mogilniy                   |
| 1990 Lausanne        | Daniel Giubellini Valentin Mogilniy        | nenhum                            | Kalofer Christosov                  |
| 1992 Budapeste       | Zoltan Supola                              | Rustam Sharipov                   | Igor Korobchinsky Vitaly Scherbo    |
| 1994 Praha           | Alexei Nemov Rustam Sharipov               | nenhum                            | Igor Korobchinsky Evigeny Shabayev  |
| 1996 Kobenhavn       | Vitaly Scherbo Rustam Sharipov             | nenhum                            | Ivan Ivankov                        |
| 1998 São Petersburgo | Alexei Bondarenko                          | Mitja Petkovšek                   | Andreu Vivo                         |
| 2000 Bremen          | Mitja Petkovšek                            | Ivan Ivankov                      | Alexei Bondarenko                   |
| 2002 Patras          | Vasileios Tsolakidis                       | Mitja Petkovšek                   | Alexei Sinkevich                    |
| 2004 Ljubljana       | Roman Zozulia                              | Valeri Goncharov                  | Yann Cucherat                       |
| 2005 Debrecen        | Manuel Carballo                            | Yann Cucherat                     | Mitja Petkovšek                     |
| 2006 Volos           | Mitja Petkovšek                            | Yann Cucherat                     | Ivan Ivankov                        |
| 2007 Amsterdã        | Mitja Petkovšek                            | Nikolai Kryukov                   | Epke Zonderland                     |
| 2008 Lausanne        | Mitja Petkovšek                            | Yann Cucherat                     | Nikolai Kryukov                     |
| 2009 Milão           | Yann Cucherat                              | Mitja Petkovšek                   | Fabian Hambüchen                    |
| 2010 Birmingham      | Yann Cucherat                              | Vasileios Tsolakidis              | Adam Kierzkowski Hamilton Sabot     |
| 2011 Berlim          | Marcel Nguyen                              | Epke Zonderland                   | Vasileios Tsolakidis                |
| 2012 Bruxelas        | Marcel Nguyen                              | Oleg Verniaiev                    | Mitja Petkovšek                     |
| 2013 Moscou          | Oleg Stepko                                | Lucas Fischer                     | David Belyavskiy                    |
| 2014 Sofia           | Oleg Verniaiev                             | David Belyavskiy                  | Epke Zonderland                     |
| 2015 Montpellier     | Oleg Verniaiev                             | Christian Baumann Marius Berbecar | nenhum                              |
| 2016 Berna           | David Belyavskiy                           | Oleg Verniaiev                    | Marcel Nguyen                       |
| 2017 Cluj-Napoca     | Oleg Verniaiev                             | Lukas Dauser                      | Nikita Nagornyy                     |
| 2018 Glasgow         | Artur Dalaloyan                            | David Belyavskiy                  | Oliver Hegi                         |
| 2019 Szczecin        | Nikita Nagornyy                            | Petro Pakhniuk                    | Ferhat Arıcan                       |
| 2020 Mersin          | Ferhat Arıcan                              | Petro Pakhniuk                    | Robert Tvorogal                     |
| 2021 Basel           | Ferhat Arıcan                              | David Belyavskiy                  | Christian Baumann Lukas Dauser      |

### Barra fixa
| Evento               | Ouro                               | Prata                          | Bronze                                       |
| -------------------- | ---------------------------------- | ------------------------------ | -------------------------------------------- |
| 1955 Frankfurt       | Boris Shakhlin                     | Albert Azaryan Jan Cronstedt   | nenhum                                       |
| 1957 Paris           | Jack Günthard                      | Joaquim Blume                  | Yuri Titov                                   |
| 1959 Copenhagen      | Pavel Stolbov                      | Yuri Titov                     | Jan Cronstedt Otto Kestola                   |
| 1961 Luxemburgo      | Yuri Titov                         | Rajmund Csanyi                 | Otto Kestola                                 |
| 1963 Belgrado        | Miroslav Cerar Boris Shakhlin      | nenhum                         | Valeriy Kerdemilidi                          |
| 1965 Antuérpia       | Franco Menichelli                  | Viktor Lisitskiy               | Sergey Diomidov                              |
| 1967 Tampere         | Viktor Lisitskiy                   | Mikhail Voronin                | Miroslav Cerar Franco Menichelli             |
| 1969 Warszawa        | Mikhail Voronin Viktor Lisitskiy   | nenhum                         | Miroslav Cerar                               |
| 1971 Madri           | Klaus Köste                        | Mikhail Voronin                | Roland Hürzeler                              |
| 1973 Grenoble        | Eberhard Gienger Klaus Köste       | nenhum                         | Wolfgang Thüne                               |
| 1975 Bern            | Nikolai Andrianov Eberhard Gienger | nenhum                         | Andrzej Szajna                               |
| 1977 Vilnius         | Vladimir Markelov                  | Alexander Tkachev              | Alexander Tichonov                           |
| 1979 Essen           | Alexander Tkachev                  | Stojan Deltschev Peter Kovács  | nenhum                                       |
| 1981 Roma            | Eberhard Gienger Alexander Tkachev | nenhum                         | Bogdan Makuz                                 |
| 1983 Varna           | Dmitriy Bilozerchev                | Norbet Brylok                  | Philippe Vatuone                             |
| 1985 Oslo            | Dimitri Bilozerchev Zsolt Borkai   | nenhum                         | Marius Gherman                               |
| 1987 Moscow          | Valeri Liukin                      | Silvio Kroll                   | György Guczoghy                              |
| 1989 Estocolmo       | Andreas Wecker                     | Vitaliy Maranich Nicusor Pascu | nenhum                                       |
| 1990 Lausanne        | Vitaly Scherbo                     | Rene Plüss                     | Ralf Büchner Alojz Kolman                    |
| 1992 Budapeste       | Rustam Sharipov Andreas Wecker     | nenhum                         | Nicu Stroia                                  |
| 1994 Praga           | Aljaz Pegan                        | Vitaly Scherbo                 | Yevgeniy Shabayev                            |
| 1996 Kobenhavn       | Krasimir Dunev Alexei Voropayev    | nenhum                         | Vitaly Scherbo                               |
| 1998 São Petersburgo | Jesús Carballo                     | Jari Mönkkönen                 | Dimitri Nonin                                |
| 2000 Bremen          | Oleksandr Beresh                   | Ivan Ivankov                   | Aljaz Pegan                                  |
| 2002 Patras          | Vlasios Maras                      | Florent Marée                  | Igor Cassina                                 |
| 2004 Ljubljana       | Vlasios Maras Aljaz Pegan          | nenhum                         | Christoph Schärer                            |
| 2005 Debrecen        | Fabian Hambüchen                   | Igor Cassina                   | Valeri Goncharov                             |
| 2006 Volos           | Vlasios Maras                      | Sergey Khorokhordin            | Christoph Schärer                            |
| 2007 Amsterdã        | Fabian Hambüchen                   | Aljaz Pegan                    | Igor Cassina                                 |
| 2008 Lausanne        | Fabian Hambüchen                   | Vlasios Maras                  | Aljaz Pegan Nikolay Kuksenkov Ümit Samiloglu |
| 2009 Milão           | Vlasios Maras                      | Yann Cucherat                  | Nikolay Kuksenkov                            |
| 2010 Birmingham      | Vlasios Maras                      | Epke Zonderland                | Philipp Boy Fabian Hambüchen                 |
| 2011 Berlim          | Epke Zonderland                    | Philipp Boy                    | Marcel Nguyen                                |
| 2012 Bruxelas        | Emin Garibov                       | Marijo Možnik                  | Vlasios Maras                                |
| 2013 Moscou          | Emin Garibov                       | Sam Oldham                     | David Aleksandr Tsarevich                    |
| 2014 Sofia           | Epke Zonderland                    | Sam Oldham                     | Kristian Thomas                              |
| 2015 Montpellier     | Marijo Moznik                      | Sam Oldham                     | Vlasios Maras                                |
| 2016 Berna           | Nile Wilson                        | Kristian Thomas                | David Belyavskiy                             |
| 2017 Cluj-Napoca     | Pablo Brägger                      | Oliver Hegi                    | David Belyavskiy                             |
| 2018 Glasgow         | Oliver Hegi                        | Epke Zonderland                | Dávid Vecsernyés                             |
| 2019 Szczecin        | Epke Zonderland                    | Tin Srbić                      | Artur Dalaloyan                              |
| 2020 Mersin          | Robert Tvorogal                    | Tin Srbić                      | Alexander Myakinin                           |
| 2021 Basel           | David Belyavskiy                   | Andreas Tobas                  | Adem Asil                                    |

### Equipe
| Evento               | Ouro         | Prata        | Bronze       |
| -------------------- | ------------ | ------------ | ------------ |
| 1994 Praga           | Bielorrússia | Rússia       | Alemanha     |
| 1996 København       | Rússia       | Ucrânia      | Bielorrússia |
| 1998 São Petersburgo | França       | Rússia       | Alemanha     |
| 2000 Bremen          | Rússia       | Roménia      | Ucrânia      |
| 2002 Patras          | Roménia      | Rússia       | Bielorrússia |
| 2004 Ljubljana       | Roménia      | Bielorrússia | França       |
| 2006 Volos           | Rússia       | Roménia      | Bielorrússia |
| 2008 Lausanne        | Rússia       | Alemanha     | Roménia      |
| 2010 Birmingham      | Alemanha     | Reino Unido  | França       |
| 2012 Bruxelas        | Reino Unido  | Rússia       | Roménia      |
| 2014 Sofia           | Rússia       | Reino Unido  | Ucrânia      |
| 2016 Berna           | Rússia       | Reino Unido  | Suíça        |
| 2018 Glasgow         | Rússia       | Reino Unido  | França       |
| 2020 Mersin          | Ucrânia      | Turquia      | Hungria      |